# یوبی‌اس مایو
یوبی‌اس مایو (به انگلیسی: UBS Mayu) یک کشتی بود که طول آن ۲۸۳ فوت (۸۶ متر) بود. این کشتی در سال ۱۹۴۲ ساخته شد.